# Angadanan
Angadanan è una municipalità di quarta classe delle Filippine, situata nella Provincia di Isabela, nella Regione della Valle di Cagayan.
Angadanan è formata da 59 baranggay:
- Allangigan
- Aniog
- Baniket
- Bannawag
- Bantug
- Barangcuag
- Baui
- Bonifacio
- Buenavista
- Bunnay
- Calabayan-Minanga
- Calaccab
- Calaocan
- Campanario
- Canangan
- Centro I (Pob.)
- Centro II (Pob.)
- Centro III (Pob.)
- Consular
- Cumu

- Dalakip
- Dalenat
- Dipaluda
- Duroc
- Esperanza
- Fugaru
- Kalusutan
- Liwliwa
- Lourdes (El Escaño)
- Ingud Norte
- Ingud Sur
- La Suerte
- Lomboy
- Loria
- Mabuhay
- Macalauat
- Macaniao
- Malannao
- Malasin
- Mangandingay

- Minanga Proper
- Pappat
- Pissay
- Ramona
- Rancho Bassit
- Rang-ayan
- Salay
- San Ambrocio
- San Guillermo
- San Isidro
- San Marcelo
- San Roque
- San Vicente
- Santo Niño
- Saranay
- Sinabbaran
- Victory
- Viga
- Villa Domingo